# Баланопс
Баланопс (лат. Balanops) — род древесных растений, распространённых в Австралии и Океании. Род содержит около 10 видов.
Род выделяется в самостоятельное семейство Баланоповые (Balanopaceae), относящееся к порядку мальпигиецветные (в некоторых более ранних источниках семейство именовали Balanopsidaceae). В некоторых классификационных системах это семейство выделялось в самостоятельный порядок Balanopales (например, в системе Энглера, системе Тахтаджяна).

## Распространение
Ареал рода охватывает Новую Каледонию, Фиджи и Новые Гебриды; один вид, Balanops australiana, встречается в Австралии, в горах штата Квинсленд. Места обитания — дождевые леса на высоте от 600 до 1200 м над уровнем моря.

## Описание
Вечнозелёные кустарники или небольшие деревья. Листья простые, кожистые, без прилистников, иногда довольно крупные.
Представители рода — двудомные растения. И мужские, и женские цветки мелкие, невзрачные, без околоцветника. Мужские цветки собраны в небольшие серёжковидные соцветия; тычинок в мужских цветках 5—6, иногда от 2 до 12. Опыление происходит с помощью ветра. Женские цветки одиночные, с двумя или тремя сросшимися столбиками, каждый из которых расщеплён на две нити.
Плод костянкообразный, по внешнему виду напоминает жёлудь.

## Виды
По информации базы данных The Plant List (2013), род включает 9 видов:
- Balanops australiana F.Muell. — Баланопс австралийский[1]
- Balanops balansae Baill.
- Balanops microstachya Baill.
- Balanops oliviformis Baill.
- Balanops pachyphylla Baill.ex Guillaumin
- Balanops pancheri Baill.
- Balanops pedicellata (Guillaumin) Hjelmq.
- Balanops sparsifolia (Schltr.) Hjelmq. — Баланопс редкоцветковый[1]
- Balanops vieillardii Baill. typus[3]